# Émile Mpenza
Eka Basunga Lokonda (Émile) Mpenza (Zellik, 4 juli 1978) is een Congolees-Belgische oud-voetballer. Hij was een aanvaller die in de jaren 1990 en 2000 actief was bij onder meer Excelsior Moeskroen, Standard Luik, FC Schalke 04 en FC Sion. Tussen 1997 en 2009 speelde hij ook 57 keer voor de Rode Duivels, waarmee hij deelnam aan het WK 1998 en EURO 2000. Mpenza was een blessuregevoelige spits die over een enorme snelheid beschikte en gemakkelijk scoorde. Naast het veld stond hij bekend als een enfant terrible. Ook zijn broer Mbo Mpenza is een bekende oud-voetballer.
Mpenza kreeg bij zijn geboorte de Congolese voornaam Lokonda, maar nam afstand van die naam en wordt liever aangesproken als Émile. Dit in tegenstelling tot zijn broer Jérôme Mpenza, die liever gekend is onder de Congolese naam Mbo.

## Clubvoetbal

### Jeugd
Lokonda "Émile" Mpenza werd in 1978 geboren in Zellik, als de zoon van Arsène en Rosalie. Zijn vader, die in Kinshasa een professor farmacie was geweest, was in België een doctor aan de Université libre de Bruxelles (ULB). Het gezin Mpenza bestond naast Émile uit nog drie zonen (Arsène Junior, Joseph en Mbo) en een dochter (Madeleine). Het gezin groeide op in een arme wijk in Henegouwen. Om te voorkomen dat de jonge kinderen met verkeerde jongens in contact zouden komen, werden ze begin jaren 80 door hun moeder naar hun eerste voetbalclub gestuurd. De vijfjarige Émile sloot zich net als zijn broer Mbo aan bij het plaatselijke LC Mesvinois. Vader Arsène, die meer belang hechtte aan hun studies en inmiddels opnieuw in Congo vertoefde, keurde hun nog prille voetbalcarrières niet goed. Hoewel de schoolresultaten van zowel Émile als Mbo tegenvielen en de twee moesten bissen, mochten ze blijven voetballen.

### KV Kortrijk
In 1989 maakten de broers de overstap naar KV Kortrijk. De twee tieners werkten hun jeugdopleiding af bij de West-Vlaamse eersteklasser. Vier jaar later kreeg de 17-jarige Mbo zijn kans in het eerste elftal. Kortrijk speelde op dat ogenblik in de tweede klasse. In 1995 was het de beurt aan de toen eveneens 17-jarige Émile. De twee aanvallers vielen op door hun snelheid en werden in geen tijd een titularis bij KV Kortrijk. In het debuutseizoen van Émile streed Kortrijk tot het einde mee om de promotie naar de eerste klasse. De West-Vlaamse club plaatste zich voor de eindronde, maar moest daarin zijn meerdere erkennen in het Excelsior Moeskroen van trainer Georges Leekens.

### Excelsior Moeskroen
Het talent van de twee Congolese Belgen was ook Leekens niet ontgaan en na de promotie van Excelsior Moeskroen overtuigde hij de twee aanvallers om naar Henegouwen terug te keren. Émile en Mbo promoveerden zo zonder Kortrijk naar de hoogste afdeling, waar ze zonder moeite hun spelersloopbaan verderzetten. Sterker nog, de 18-jarige Émile werd bij Moeskroen de revelatie van het seizoen 1996/97. Op 14 september 1996 scoorde hij tegen AA Gent zijn eerste twee treffers op het hoogste niveau. Met in totaal 12 doelpunten zorgde hij er mee voor dat de promovendus derde werd en zo voor topclubs als RSC Anderlecht en Standard Luik eindigde. Door die derde plaats mocht Moeskroen bovendien voor het eerst deelnemen aan de UEFA Cup. Émile werd na het seizoen verkozen tot Jonge Profvoetballer van het Jaar en mocht ook de Ebbenhouten Schoen in ontvangst nemen.

### Standard Luik
De broers Mpenza werden na hun feilloos debuut in de eerste klasse beschouwd als de nieuwe sterren van het Belgisch voetbal. Reeds in 1997 besloten de twee Moeskroen te verlaten en een stap hogerop te zetten. Moeskroen diende achteraf een klacht in wegens contractbreuk en eiste een schadevergoeding van 500 miljoen BEF (zo'n € 12,5 miljoen). Ouders Arsène en Rosalie werden overladen door aanbiedingen van buitenlandse clubs, maar lieten hun zonen in mei 1997 vertrekken naar het Standard Luik van hoofdcoach Aad de Mos. Ook de rest van het gezin verhuisde mee naar Luik.
De dure transfer van de twee aanvallers werd financieel ondersteund door de Italiaanse voedingsmiddelengroep Cirio, dat toen ook een aandeel had in de Italiaanse clubs Napoli en vooral Lazio Roma. De Belgische media gingen er daarom in 1997 van uit dat de broers Mpenza na een passage bij Standard naar Lazio zouden verhuizen. Dat bleek later echter niet het geval te zijn.
Het seizoen 1997/98 werd geen groot succes voor de broers Mpenza. Blessures en de toegenomen media-aandacht zorgden ervoor dat ze amper aan spelen toekwamen, zich niet goed in hun vel voelden en Standard nooit meedeed om de landstitel. Op een gegeven moment riep moeder Rosalie de pers op om haar zonen met rust te laten. De Mos werd al in oktober 1997 ontslagen, waarna Daniel Boccar en later Luka Peruzović het roer overnamen. Standard werd uiteindelijk negende in de competitie en greep zo naast Europees voetbal.
In het daaropvolgende seizoen kende Émile nog meer pech. In augustus 1998 raakte hij betrokken bij een auto-ongeluk. De aanvaller van Standard probeerde met zijn twee dagen oude Porsche een hinde te ontwijken, ging drie keer rond zijn as en botste tegen een boom, waardoor hij geblesseerd raakte aan de ligamenten van zijn knie.  Twee maanden later scheurde hij op training zijn ligamenten opnieuw. Hoewel de jongste Mpenza, die inmiddels ook de reputatie had een woelwater te zijn, voor de tweede keer op rij een groot deel van het seizoen miste, wist hij toch 10 keer te scoren. Standard bleef echter weer onder de verwachtingen en eindigde in 1999 op de zesde plaats in de competitie. Het haalde dat jaar wel de bekerfinale, maar Émile kwam daar wegens een blessure niet in actie. Standard verloor de finale overigens met 3-1 van Lierse SK.
In hun derde seizoen voor Standard besloten de broers Mpenza andere oorden op te zoeken. Tijdens de winterstop versierden ze beiden een overstap naar het buitenland, waardoor Émile en Mbo voor het eerst gescheiden werden van elkaar.

### Schalke 04
Op 3 januari 2000 tekende Émile een contract voor 4,5 jaar bij FC Schalke 04. Het bestuur betaalde 320 miljoen BEF (zo'n € 8 miljoen) voor zijn transfer waardoor hij op dat ogenblik de duurste aankoop in de geschiedenis van de club was. Het Schalke van trainer Huub Stevens beschikte overigens met Marc Wilmots en Nico Van Kerckhoven al over twee Belgische spelers. Wilmots, die Mpenza van bij de nationale ploeg kende en er mee voor gezorgd had dat hij naar Gelsenkirchen kwam, werd bij Die Königsblauen de mentor van de jonge spits. Mpenza voelde zich aanvankelijk eenzaam in Gelsenkirchen en had moeite om zich aan te passen aan de Duitse mentaliteit en taal.
In zijn tweede wedstrijd voor Schalke, op 8 februari 2000, was Mpenza voor het eerst trefzeker. De Congolese Belg, die een succesvol aanvalsduo met Ebbe Sand vormde, zou het seizoen 1999/00 afsluiten met in totaal zes doelpunten. In de zomer van 2000 vertrok Wilmots naar het buitenland, maar ondanks de afwezigheid van zijn mentor kende Mpenza een regelmatig seizoen. In september 2000 ontsnapte hij nochtans aan de dood na een gevaarlijk verkeersongeluk. Hij reed na een wedstrijd tegen TSV 1860 München naar Luik, maar knalde ter hoogte van Crisnée met zijn Ferrari 360 tegen de vangrail. Hij werd meteen in het ziekenhuis opgenomen, maar mocht de volgende ochtend vertrekken. Mpenza, die met de schrik was vrijgekomen, liet de gebeurtenis zijn eerste volledige seizoen met Schalke 04 niet beïnvloeden. De spits scoorde 13 keer in de Bundesliga en werd met Schalke vicekampioen. De club was zo voor het eerst geplaatst voor de UEFA Champions League. Schalke won in het seizoen 2000/01 ook de DFB-Pokal. Mpenza, die in Duitsland de bijnaam Magic kreeg, speelde de volledige finale tegen Union Berlin die met 2-0 gewonnen werd. Een seizoen later keerde zijn mentor Wilmots terug naar Gelsenkirchen en trok de club met Sven Vermant zelfs een vierde Belg aan.
Op 8 september 2001 was Mpenza opnieuw betrokken bij een auto-ongeluk. Ditmaal had hij zijn nieuwe Porsche tot schroot herleid. Manager Rudi Assauer spelde hem na het ongeval de les. Elf dagen later scoorde Mpenza tegen Arsenal zijn eerste doelpunt in de Champions League. Schalke verloor het duel wel met 3-2 en zou de tweede ronde van het kampioenenbal niet halen. In oktober 2001 werd hij in Mallorca, waar de club verbleef voor een Champions Leaguewedstrijd, naar huis gestuurd om disciplinaire redenen. De blessuregevoelige spits werd voor onbepaalde tijd geschorst en een deel van zijn loon werd ingetrokken. In 2002 won het wel voor de tweede keer op rij de beker. In de finale versloeg het Bayer 04 Leverkusen met 4-2. Mpenza kwam ditmaal niet in actie.
In zijn laatste seizoen voor Schalke 04 stond de blessuregevoelige aanvaller weer vaker op het speelveld. De club uit Gelsenkirchen wist ditmaal geen prijzen te veroveren en nam na het seizoen afscheid van Mpenza. Na het vertrek van de Congolese Belg noemde Rudi Assauer de spits onprofessioneel. Hij raadde de aanvaller ook een hersenoperatie aan. Mpenza reageerde door te stellen dat de club hem te weinig vertrouwen had gegeven. Daarnaast noemde hij manier waarop Schalke trainde slecht.

### Terug naar Standard
Op 30 augustus 2003 tekende de inmiddels 25-jarige Mpenza een driejarig contract bij zijn ex-club Standard. Standard betaalde € 1,5 miljoen voor zijn transfer. Onder coach Dominique D'Onofrio kreeg hij de kans om zijn oude niveau terug te vinden. De snelheid van Mpenza werd door de Rouches goed uitgespeeld. De Congolese Belg vormde een gevaarlijke tandem met spelverdeler Almani Moreira en kwam vooral in topwedstrijden goed voor de dag. Op 9 november 2003 versloeg Standard rivaal Anderlecht met 1-4. Mpenza was in dat duel goed voor een doelpunt. Toen de twee een half jaar later opnieuw tegenover elkaar stonden, werd het 1-1 na alweer een goal van Mpenza. Op 6 december 2003 won Standard ook van Club Brugge. Het werd 3-1, Mpenza opende de score.
Maar Mpenza liet zich ook weer van zijn slechtste kant zien. Na het duel Gent-Standard (0-0), waarin Mpenza in de slotfase geen strafschop kreeg van scheidsrechter Joeri Van de Velde, liepen de gemoederen hoog op. Luciano D'Onofrio, de sterke man van de club, viel de scheidsrechter aan, Mpenza trapte een deur in en deelde vervolgens ook een trap uit aan een suppoost. Het voorval leverde hem twee processen op.
Standard sloot het seizoen 2003/04 af op de derde plaats, na Anderlecht en Club Brugge. Mpenza eindigde met 21 doelpunten op de tweede plaats in de topschutterslijst.

### HSV
In 2004 verkaste Mpenza net als zijn landgenoot Daniel Van Buyten naar Hamburger SV. De spits van Standard tekende een contract voor vier seizoenen bij de Duitse club.
Het eerste seizoen werd geen groot succes. Mpenza wist slechts vier keer te scoren bij zijn terugkeer in de Bundesliga. HSV werd achtste in de competitie, maar wist vervolgens wel de UEFA Intertoto Cup te winnen. In dat inmiddels opgedoekt toernooi was Mpenza een keer trefzeker in zeven wedstrijden. Het bestuur liet Mpenza, die volgens hen niet genoeg rendement haalde, weten dat hij mocht uitkijken naar een nieuwe werkgever. In de loop van het seizoen 2005/06 verliet hij Duitsland een tweede keer.

### Al-Rayyan
De 27-jarige Mpenza tekende in januari 2006 een contract bij het Qatarese Al-Rayyan, dat zo'n € 1,5 miljoen betaalde voor de aanvaller. Ook enkele Spaanse clubs hadden interesse getoond, maar Mpenza verkoos de club uit de Qatari League, waar hij een ploegmaat werd van onder meer Jacek Bąk en Salomon Olembé. In zijn eerste seizoen veroverde hij met Al-Rayyan de Emir of Qatar Cup.
In november 2006 liet Mpenza zich weer negatief opmerken. Ditmaal werd hij betrapt op rijden onder invloed. Hij zigzagde met zijn Lamborghini over de weg na een avondje stappen.
In zijn tweede seizoen voor de Qatarese club scoorde Mpenza 6 keer in 9 wedstrijden. Tijdens de winter verbrak hij zijn contract en vertrok hij naar de Premier League.

### Manchester City

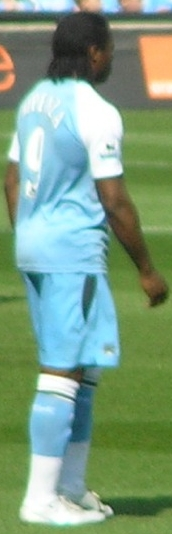
Mpenza in het shirt van Manchester City (2007).

De Belgische international zette midden februari 2007 zijn handtekening onder een contract voor zes maanden bij Manchester City. Mpenza kreeg van coach Stuart Pearce de kans om zich te bewijzen en deed dat. Hij scoorde 3 keer in 10 competitiewedstrijden, waarna de Engelse club zijn contract met een jaar verlengde. In de zomer van 2007 werd Sven-Göran Eriksson benoemd als nieuwe coach. Onder leiding van de Zweedse succescoach begonnen The Citizens uitstekend aan het seizoen. Ook Mpenza vond aanvankelijk zijn oude niveau terug. Na de goede seizoenstart zakte zowel de club als Mpenza terug. Manchester City eindigde uiteindelijk op de negende plaats en Mpenza's contract werd niet verlengd. In april 2008 verloor hij zijn moeder Rosalie aan een hartaanval.

### Plymouth Argyle
Na anderhalf jaar in de Premier League zat Mpenza enkele maanden zonder club. Hij ging uiteindelijk aan de slag in de Championship. In september 2008 tekende hij een eenjarig contract bij Plymouth Argyle. De spits scoorde twee keer voor Plymouth, waaronder een belangrijke gelijkmaker in een duel tegen Charlton Athletic (2-2). In de vierde minuut van de toegevoegde tijd trapte hij van op zo'n 20 meter raak. Het was een van de weinige klasseflitsen van de Congolese Belg, die door zijn hoog salaris en vele blessures al snel mocht opkrassen bij de Engelse tweedeklasser. In 2016 doet zijn toenmalige coach Paul Sturrock uit de doeken dat Mpenza steeds excuses zocht om niet te moeten trainen.

### FC Sion
In de zomer van 2009 trok de transfervrije aanvaller naar Zwitserland, waar hij zich aansloot bij FC Sion. Mpenza, die inmiddels zijn plaats bij de nationale ploeg was kwijtgeraakt, vond bij Sion opnieuw zijn oude vormpeil. Hij vond er makkelijk de weg naar doel en werd er in geen tijd een publiekslieveling. Met 21 doelpunten eindigde Mpenza op de tweede plaats in de topschutterslijst en speelde hij zich opnieuw in de kijker van de nationale ploeg.
Een jaar na zijn komst in Zwitserland stond Mpenza opnieuw in de belangstelling van verscheidene topclubs en ook Sion wilde hem graag houden. In juli 2010 was de 32-jarige spits dicht bij een transfer naar Ajax.

### Neftçi Bakoe
Mpenza belandde uiteindelijk toch niet bij Ajax, maar verhuisde in 2010 naar het Azerbeidzjaanse Neftçi Bakoe. Hij tekende er een contract voor drie seizoenen. Mpenza kon bij Neftçi Bakoe zijn prestaties van bij Sion niet evenaren. Hij verdween in Azerbeidzjan weer uit de belangstelling van de nationale ploeg. In februari 2011 werd hij bovendien opnieuw aan de knie geopereerd. Hoewel Neftçi Bakoe in 2011 landskampioen werd, kreeg Mpenza te horen dat hij mocht vertrekken.

### Eendracht Aalst
Nadat hij in 2012 zijn contract ontbond bij Neftçi Bakoe trainde Mpenza een tijdje mee met Waasland-Beveren en kon hij rekenen op concrete interesse van KVC Westerlo. Daarnaast onderhandelde de spits ook met een Turkse club en de Poolse tweedeklasser Dolcan Zabki, maar een nieuwe werkgever vond hij niet meer. Een dag later werd bekend dat de gewezen Rode Duivel meetrainde bij tweedeklasser Hoogstraten VV. In september 2013 begon hij mee te trainen bij reeksgenoot Antwerp FC. Op 1 oktober 2013 tekende hij een contract voor een seizoen bij toenmalig tweedeklasser Eendracht Aalst, maar hij speelde er uiteindelijk geen enkele minuut voor het eerste elftal.

## Nationale ploeg

### Debuut
Op 11 februari 1997 maakte Émile Mpenza tegen Noord-Ierland zijn debuut voor de nationale ploeg van België. Ook bondscoach Georges Leekens, die kort daarvoor nog zijn trainer was bij Moeskroen, maakte toen zijn debuut. België verloor met 3-0 van Noord-Ierland.

### WK 1998
Op 7 juni 1997 nam België het in een WK-kwalificatiewedstrijd op tegen San Marino. België won overtuigend met 6-0. Mpenza scoorde in dat duel zijn eerste twee doelpunten voor de Rode Duivels. Een jaar later nam de bondscoach hem ook mee naar het WK in Frankrijk. België belandde op dat toernooi in de groep van Nederland, Mexico en Zuid-Korea. De Rode Duivels namen het eerst op tegen Oranje. Mpenza mocht na 59 minuten invallen voor Luis Oliveira en was op een gegeven moment dicht bij een doelpunt. Het bleef uiteindelijk 0-0. In de tweede groepswedstrijd, tegen Mexico, speelden de Belgen 2-2 gelijk. Mpenza mocht ditmaal invallen voor Luc Nilis. In het laatste duel speelde België voor de derde keer op rij gelijk: 1-1. Mpenza kwam na 75 minuten in het veld voor Philippe Clement. De drie gelijke spelen waren onvoldoende om door te stoten naar de volgende ronde.

### EURO 2000
In september 1999 nam Robert Waseige het roer over als bondscoach. Hij moest de spelersgroep voorbereiden op het Europees kampioenschap in eigen land. Als gastland was België immers rechtstreeks geplaatst. Onder Waseige vormde Mpenza een aanvalsduo met Branko Strupar.
De Rode Duivels werden op het toernooi in de groep van Italië, Zweden en Turkije ondergebracht. In de openingswedstrijd van het EK nam België het op tegen Zweden. Bart Goor bracht de Duivels net voor de rust op voorsprong, Mpenza zorgde net na de pauze voor de 2-0, hoewel hij de bal bij zijn doelpunt met de arm meenam. Het duel eindigde op 2-1. In de tweede wedstrijd had België geen schijn van kans tegen Italië, dat met 2-0 won. Mpenza speelde de volledige wedstrijd, maar de Belgische pers had achteraf vooral aandacht voor zijn relatie met Miss België Joke van de Velde. Volgens de media zou ze een negatieve invloed gehad hebben op de prestaties van de spits. In de laatste groepswedstrijd gaf België alles uit handen. Mpenza, die voor dit duel niet Strupar maar Nilis naast zich kreeg, kwam niet tot scoren en zag hoe Turkije met 2-0 won. De Belgen waren opnieuw na de eerste ronde uitgeschakeld.

### Latere interlandcarrière
België wist zich onder Waseige te plaatsen voor het WK 2002 in Japan en Zuid-Korea, maar kon geen beroep doen op Mpenza. De spits had een ernstige dijblessure en kon niet deelnemen aan het toernooi. Na het WK werd Aimé Antheunis aangesteld als bondscoach, maar hij kon niet altijd rekenen op de spits. Om persoonlijke redenen besliste Mpenza in april 2004, een week voor een oefenduel tegen Turkije, om niet meer voor de nationale ploeg uit te komen. Even voordien was hij negatief in de aandacht gekomen door de schermutseling die na het duel Gent-Standard hadden plaatsgevonden. In oktober 2004 stelde hij zich weer beschikbaar voor de Rode Duivels.
Op 12 februari 2003 scoorde Mpenza voor de tweede keer in zijn interlandcarrière twee doelpunten. Hij scoorde twee keer in een oefenduel tegen Algerije (1-3), waar Leekens op dat ogenblik bondscoach was. Op 26 maart 2005 was Mpenza ook twee maal trefzeker in een WK-kwalificatieduel tegen Bosnië en Herzegovina (4-1).
In maart 2003 vertoefde Mpenza voor een interland in België. Hij werd met zijn BMW X5 geflitst aan 202 km/uur, waarna de politie zijn rijbewijs introk.
Antheunis wist zich niet te plaatsen voor een groot toernooi en werd in 2006 opgevolgd door René Vandereycken. Die maakte hetzelfde mee als zijn voorganger. In juni 2007 stelde Mpenza zich opnieuw niet meer beschikbaar voor de nationale ploeg. De spits wilde zich concentreren op zijn prestaties bij Manchester City. Het leek het definitieve einde van Mpenza bij de Rode Duivels te worden.
Na een afwezigheid van meer dan een jaar werd Mpenza door bondscoach Dick Advocaat in 2009 opnieuw opgeroepen. De inmiddels 31-jarige spits maakte op 10 oktober 2009, tijdens Advocaats eerste interland als coach van België, zijn rentree bij de nationale ploeg. Mpenza bedankte voor het vertrouwen en scoorde twee keer in het WK-kwalificatieduel tegen Turkije (2-0). Enkele dagen later startte hij ook tegen Estland, maar ditmaal verloren de Duivels met 2-0. Het was meteen het einde van Mpenza's korte comeback. Hij speelde in totaal 57 keer voor de Rode Duivels en was goed voor 19 doelpunten.

## Clubstatistieken
| Seizoen | Club                | Competitie      | Duels | Goals |
| ------- | ------------------- | --------------- | ----- | ----- |
| 1995/96 | KV Kortrijk         | Tweede klasse   | 32    | 5     |
| 1996/97 | Excelsior Moeskroen | Eerste klasse   | 31    | 12    |
| 1997/98 | Standard Luik       | Eerste klasse   | 19    | 6     |
| 1998/99 | Standard Luik       | Eerste klasse   | 17    | 10    |
| 1999/00 | Standard Luik       | Eerste klasse   | 10    | 4     |
| 1999/00 | FC Schalke 04       | Bundesliga      | 15    | 6     |
| 2000/01 | FC Schalke 04       | Bundesliga      | 27    | 13    |
| 2001/02 | FC Schalke 04       | Bundesliga      | 16    | 4     |
| 2002/03 | FC Schalke 04       | Bundesliga      | 21    | 5     |
| 2003/04 | Standard Luik       | Eerste klasse   | 28    | 21    |
| 2004/05 | Hamburger SV        | Bundesliga      | 26    | 4     |
| 2005/06 | Hamburger SV        | Bundesliga      | 10    | 1     |
| 2005/06 | Al-Rayyan           | Qatari League   | 10    | 3     |
| 2006/07 | Al-Rayyan           | Qatari League   | 9     | 6     |
| 2006/07 | Manchester City     | Premier League  | 10    | 3     |
| 2007/08 | Manchester City     | Premier League  | 15    | 2     |
| 2008/09 | Plymouth Argyle     | Championship    | 9     | 2     |
| 2009/10 | FC Sion             | Super League    | 31    | 21    |
| 2010/13 | Neftçi Bakoe        | Yüksək Dəstə    | 23    | 6     |
| 2013/14 | Eendracht Aalst     | Belgacom League | 0     | 0     |
| TOTAAL  | TOTAAL              | TOTAAL          | 367   | 134   |

## Erelijst
| Nationaal                         |    |            |
| DFB-Pokal                         | 2× | 2001, 2002 |
| Kampioen van Azerbeidzjan         | 1× | 2011       |
| Internationaal                    |    |            |
| UEFA Intertoto Cup                | 1× | 2005       |
| Individueel                       |    |            |
| Jonge Profvoetballer van het Jaar | 1× | 1997       |
| Ebbenhouten Schoen                | 1× | 1997       |
| Beste Belg in het buitenland      | 1× | 2000       |

## Trivia
- Mpenza mocht op 4 juni 2005 de aanvoerdersband dragen van de nationale ploeg. België nam het toen in de WK-kwalificatie op tegen Servië en Montenegro (0-0).
- Mpenza had een kortstondige relatie met ex-Miss België Joke van de Velde.
- In 2002 speelde Mpenza zichzelf in de Belgische film Hop, met onder andere Jan Decleir, Antje De Boeck en Peter Van den Begin.
- Van 2003 tot november 2006 was hij gehuwd met Nathalie Cratzborn, samen met haar heeft hij een zoon, Lenny, die genoemd is naar zanger Lenny Kravitz.
- Hij had ook een relatie met het fotomodel Jade Foret. Zij beschuldigde hem in 2009 van doodsbedreigingen via sms.[32] Mpenza sleepte haar nadien voor de rechter.[33]
- Hij heeft een passie voor snelle wagens, maar staat bekend als een brokkenpiloot.[34]